# Katedra św. Marii Magdaleny w Salt Lake City
Katedra św. Marii Magdaleny w Salt Lake City – główny kościół rzymskokatolickiej diecezji Salt Lake City oraz katedra miejscowego biskupa. Znajduje się przy 331 E South Temple St w Salt Lake City.

## Historia
Katedra powstała w latach 1900-1909 pod kierunkiem pierwszego ordynariusza Salt Lake City Lawrence'a Scanlana. Projektantami byli Carl M. Neuhausen i Bernard O. Mecklenburg. Uroczystego poświęcenia świątyni dokonał kardynał James Gibbons. Z zewnątrz kościół reprezentuje styl neoromański, wnętrze skłania się ku neogotyku. W roku 1970 dokonano renowacji świątyni, a w latach 1991-1993 przebudowy dostosowując ją do reform liturgicznych po soborze watykańskim II.
Katedra jest wpisana do National Register of Historic Places.